# Melanosis coli
La melanosis coli ('también, melanosis de colon o psedudomelosis coli) es un padecimiento gastrointestinal que consiste en la aparición de una pigmentación oscura en la mucosa del intestino grueso. Se diagnostica al realizar una colonoscopia, durante la cual se aprecia una coloración marrón-negruzca en la pared del recto o el colon sigmoide, aunque en ocasiones se extiende a todo el trayecto del colon. Se debe al uso habitual de laxantes derivados del antraceno. Es una entidad benigna pues no se ha observado que tenga relación alguna con el cáncer de colon, tampoco provoca síntomas. Se recomienda a las personas afectadas que sustituyan los laxantes por medidas naturales para combatir el estreñimiento, entre ellas consumo abundante de fibra y ejercicio físico regular.